# Allium chrysantherum
Allium chrysantherum är en amaryllisväxtart som beskrevs av Pierre Edmond Boissier och Georges François Reuter. Allium chrysantherum ingår i släktet lökar, och familjen amaryllisväxter. Inga underarter finns listade i Catalogue of Life.